# 濱琳太郎
濱 琳太郎（はま りんたろう、1999年5月18日 - ）は、兵庫県神戸市出身のサッカー選手。ポジションはフォワード。

## クラブ歴
神戸FCから兵庫県立西宮高等学校を経て、高知大学に進学した。2021年と2022年の全日本大学サッカー選手権大会にも参加した。
2023年3月7日にフィリピン・フットボールリーグのセブFCに加入した。シーズン中の加入であったが、3得点を記録した。その後契約を更新し、AFCカップに参加した。